# Annie Schmidt-Endres
Annie Schmidt-Endres (* 29. Dezember 1903 in Csatád (deutsch Lenauheim), Königreich Ungarn, Österreich-Ungarn; † 17. Mai 1977 in Kelheim, Niederbayern) war eine deutsche Schriftstellerin.

## Leben
Annie Endres besuchte von 1910 bis 1914 die Volksschule in Csatád im Banat und von 1914 bis 1917 eine Klosterschule in Szeged. In dieser Zeit unternahm sie erste dichterische Versuche in ungarischer Sprache. Von 1917 bis 1918 besuchte sie die Schule der Armen Schulschwestern Notre Dame in Temesvár, dann die Handelsschule. Annie Endres verließ die Schule auf Wunsch ihrer Eltern und kehrte nach Csatád zurück, wo sie sich der Dichtung und Musik widmete. Im Sommer 1927 heiratete Annie Endres den Arzt Josef Schmidt aus Iecea Mare. Am 9. Oktober 1928 wurde ihr gemeinsamer Sohn Edwin Günther Schmidt-Endres geboren.
1933 begann sie unter dem Pseudonym Lea Walden mit regelmäßigen Veröffentlichungen in den Banater Monatsheften, im Schwäbischen Volkskalender, im Deutschen Genossenschaftskalender und im Hatzfelder Volkskalender. 1935 erschien die erste selbständige Veröffentlichung: „Lieder im Volkston“ aus dem Schwäbischen Volksstück „Banater Leben“. 1936 war sie Gründungsmitglied der „Werkgemeinschaft Schwäbischer Künstler und Kunstfreunde“ und las aus ihren Werken bei verschiedenen Veranstaltungen dieses Vereins. Die Dichterin arbeitete als Bibliothekarin, Beamtin, Pressereferentin des Gesundheitsamtes und vertrat zeitweilig einen Kollegen bei der Banater Deutschen Zeitung in Timișoara. 1940 wurde sie wegen ihrer pazifistischen Haltung aus ihrer Beamtenstelle in Jimbolia entlassen. 1944 wurde sie in einem Lager in Linz, später in Schwäbisch Gmünd interniert, nahm jedoch nach dem Krieg ihre künstlerische Arbeit wieder auf. Ihr 70. Geburtstag wurde 1973 in der banatschwäbischen Presse mit vielen Grußworten und Gratulationen gefeiert. Am 17. Mai 1977 starb die Dichterin Annie Schmidt-Endres im Krankenhaus in Kelheim. Sie wurde auf dem dortigen Waldfriedhof zur letzten Ruhe gelegt.

## Auszeichnungen und Ehrungen
- 1929 – 1. Preis beim literarischen Wettbewerb Dr. Ludwig Bauers in Werschetz für die Novelle „Frühlingsopfer“.
- 1930 – Anerkennungspreis für die Novelle „Bauernblut“
- 1943 – Platzierung beim literarischen Wettbewerb „Volk im Osten“ in Bukarest für Erzählung „Die Magd“
- 1949 – 1. Preis beim literarischen Wettbewerb für Bühnenstücke des Wiener Schwabenvereins für „De Vetter Matz un die Maturantin“ und 3. Preis für „Sonntag ist Kirchweihfest“
- 1967 – Kulturpreis des Kreises „Siebenlinden“

## Werke
- „Edona“ – 1932; Novelle aus der Römerzeit
- „Dem Gedenken Lenaus“ – 1937; ein Gedicht
- „Neue Wege“ – 1938; erster Roman des Verlags der Werkgemeinschaft Schwäbischer Künstler, Hatzfeld
- „Land in Licht und Leid“ – 1957; Gedichte und Balladen aus donauschwäbischem Schicksal
- „Dem Lorenz sei Werslein“ – 1961; Essay
- „Kämpfer ohne Waffe“ – 1964; Drama im Pfeiler-Verlag Rottenburg
- „Ein Schwabenmädel bin ich. Lieder im Volkston“ – 1965; Gedichte und Lieder